# Abbevil·lià

L'abbevil·lià fou una cultura del Paleolític inferior que es va desenvolupar durant la glaciació de Mindel, fa uns 300.000 anys. El terme abbevil·lià fou proposat per Henri Breuil el 1932 per a descriure la tècnica de treball de la pedra per a obtenir bifaços usant un percussor de pedra. Es creu que aquesta indústria lítica era desenvolupada per Homo erectus.

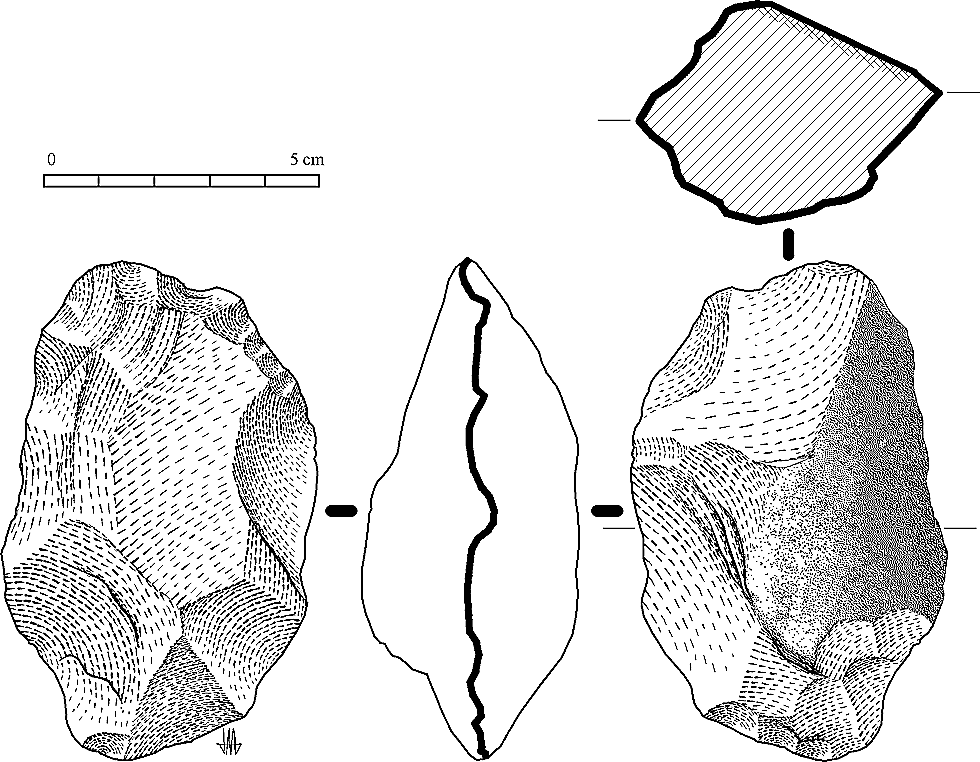

Les troballes es localitzen a França (principalment als nuclis d'Abbeville i Saint-Acheul), però també s'han trobat estacions productores corresponents a l'abbevil·lià a Anglaterra (Hoxne i Swascombe), a Itàlia (Torre in Pietra) i a la península Ibèrica (Manzanares, Torralba i Ambrona). En tot cas es considerava una cultura pròpiament europea, mentre que a l'Àfrica es continua fent servir la denominació chel·lià per a referir-se a períodes tecnològics immediatament anteriors a l'Acheulià, sobretot en la vall d'Olduvai.
L'utensili principal és la destral de mà o bifaç, obtinguda a partir d'un nucli inicial de sílex o altres materials, mitjançant eliminació de les llesques grans i que presenta arestes laterals sinuoses i una punta poc treballada. No es conserven útils fets amb llesques. Potser hi havia també còdols tallats.